# ستراژنیتسا
ستراژنیتسا (به بلغاری: Strazhnitsa) یک منطقهٔ مسکونی در بلغارستان است که در شهرستان چرنوچن واقع شده‌است.
 ستراژنیتسا ۲٫۱۵۵ کیلومتر مربع مساحت و ۱۸۳ نفر جمعیت دارد.